# Kumanovo (Pirot)
Pour les articles homonymes, voir Kumanovo (homonymie).
Kumanovo (en serbe cyrillique : Куманово) est un village de Serbie situé dans la municipalité de Pirot, district de Pirot. Au recensement de 2011, il comptait huit habitants.

## Démographie
| 1948 | 1953 | 1961 | 1971 | 1981 | 1991 | 2002 | 2011 |
| ---- | ---- | ---- | ---- | ---- | ---- | ---- | ---- |
| 300  | 267  | 221  | 150  | 100  | 56   | 38   | 8    |

|  |